# 杜廕
杜廕（1553年—1583年），字舜延，號裕斋，直隸廣平府永年縣人，民籍，明朝政治人物。

## 生平
萬曆四年（1576年）丙子科順天府鄉試第四十九名，萬曆十一年（1583年）癸未科會試第二百六十七名，登三甲第二百三十三名進士。工部觀政，卒。

## 家族
曾祖杜春；祖父杜浩，贈奉直大夫刑部員外郎；父杜秉彛，曾任知府。前母韓氏（贈宜人）；母王氏（封宜人）。严侍下。兄杜廓（贡士）、杜赓、杜序。弟杜庇（监生）、杜縻（知县）、杜庄、杜庥。